# Mellékkvantumszám
A mellékkvantumszám az atomban található elektron jellemzésére használt kvantumszámok egyike. Értéke megadja a csomósíkok számát, és így a pályák alakját, mely lehet például gömb vagy súlyzó alakú, de több másik alak létezik még. 
Jele: l
Lehetséges értékei: 0, 1, 2, 3 ... n−1 (ahol n a főkvantumszám értéke)
Az egyes érték helyett kisbetűs jelölést szokás használni. Ezen jelölések spektroszkópiai megfigyelésekből erednek.
Az l = 0, 1, 2, 3 jelölése rendre s, p, d, f, az éles (sharp), fő (principal), szóródó (diffuse) és alapvető (fundamental) szavak kezdőbetűiből. A további értékek esetén a g, h, stb. betűket használják, már megnevezés nélkül.
Adott héjon az adott mellékkvantumszámú atompályák alhéjat alkotnak.